# آلن گریندال
آلن گریندال (انگلیسی: Alan Grindal؛ زادهٔ ۱۸ فوریهٔ ۱۹۴۰) دوچرخه‌سوار اهل استرالیا است. وی در بازی‌های المپیک تابستانی ۱۹۶۰ شرکت کرده است.